# Jean François Villiers
Jean François Villiers, född 29 mars 1943, död 22 mars 2001, var en fransk botaniker som var specialiserad på tropikernas flora.
Auktorsnamnet Villiers kan användas för Jean François Villiers i samband med ett vetenskapligt namn inom botaniken; se Wikipediaartiklar som länkar till auktorsnamnet.